# Moje kniha
„Moje kniha“ je název ankety, která v roce 2004 zjišťovala nejoblíbenější knihu mezi českými čtenáři; pořádal ji Svaz knihovníků a informačních pracovníků ČR. V anketě bylo odevzdáno celkem 93 252 hlasů. Původní inspirací byly obdobné projekty v Británii („The Big Read“ na televizi BBC) a Německu („Das Grosse Lesen“ na ZDF).

## Nejoblíbenější knihy
1. Harry Potter, Joanne Kathleen Rowlingová
2. Pán prstenů, John Ronald Reuel Tolkien
3. Bible
4. Saturnin, Zdeněk Jirotka
5. Babička, Božena Němcová
6. Egypťan Sinuhet, Mika Waltari
7. Malý princ, Antoine de Saint-Exupéry
8. Co život dal a vzal, Betty MacDonaldová
9. Vejce a já, Betty MacDonaldová
10. Děti z Bullerbynu, Astrid Lindgrenová

## Nejoblíbenější autoři
1. Joanne Kathleen Rowlingová
2. John Ronald Reuel Tolkien
3. Lenka Lanczová
4. Jaroslav Foglar
5. Božena Němcová
6. Betty MacDonaldová
7. Enid Blytonová
8. Zdeněk Jirotka
9. Astrid Lindgrenová
10. Mika Waltari

## Nejoblíbenější čeští autoři
1. Lenka Lanczová
2. Jaroslav Foglar
3. Božena Němcová
4. Zdeněk Jirotka
5. Karel Čapek
6. Zdeněk Miler + Hana Doskočilová
7. Ondřej Sekora
8. Jaroslav Hašek
9. Zdena Frýbová
10. Karel Jaromír Erben